# Sven Ingvar (läkare)
Sven Ingvar Olsson Ingvar, född 15 december 1889 i Gevninge, Lejre kommun på Själland i Danmark, död 21 april 1947 i Lund, var en svensk läkare.
Sven Ingvar disputerade 1918 för medicine doktorsgraden vid Lunds universitet på avhandlingen Zur Phylo- und Ontogenese des Kleinhirns nebst ein Versuch zu einheitlicher Erklärung der zerebellaren Funktion und Lokalisation: Erste Mitteilung über das Kleinhirn. Året därpå erhöll han sin grad och blev han docent i neurologi, biträdande lärare i medicin och var från 1929 professor i praktisk medicin där. År 1916 blev han bataljonsläkare vid Fältläkarkåren och var somrarna 1922–1930 överläkare vid Ramlösa hälsobrunn. Ingvar medverkade under signaturen S.I-r i Svensk uppslagsbok.
Ingvar var ordförande i Lunds studentkår 1916. Han var en av tio lundaprofessorer vilka 1942 gav ut essäsamlingen Tidsspegel på Bonniers förlag, i vilken de tydligt tog ställning mot nazism och för demokrati. De blev därigenom en motpol till de många tysksinnade vid universitetet. Sven Ingvar var mellan åren 1933 och 1936 ordförande för Medicinska Föreningen.
Sven Ingvar var gift med Ingegerd Henschen-Ingvar samt far till David H. Ingvar och Cilla Ingvar. Makarna Ingvar är begravda på Östra Hoby kyrkogård.